# Roger Meï
Pour les articles homonymes, voir Mei.
Roger Meï, né le 3 mai 1935 à Hyères (Var) et mort le 4 mai 2025 à Gardanne (Bouches-du-Rhône), est un homme politique français. 
Membre du Parti communiste français, il est député des Bouches-du-Rhône de 1996 à 2002 et maire de Gardanne de 1977 à 2020, date à laquelle Hervé Granier lui succède.

## Biographie

### Naissance et premiers engagements
Roger Meï est né le 3 mai 1935 à Hyères dans le Var. Son père, Joseph, fut marin puis garde-pêche et sa mère, Lina, infirmière.
Dans sa jeunesse, il rêve de naviguer et de devenir officier de marine. Rêve qu’il se serait vu refuser pour cause de mauvaise vue.
Après des études en mathématiques supérieures à la faculté des sciences de Marseille, Roger Meï choisit le métier d’instituteur. Il enseigne d’abord, en 1955, à La Roque-d’Anthéron puis dans plusieurs écoles de Marseille avant d’être nommé en 1958 à Gardanne.
Il milite au Syndicat national des instituteurs puis s'engage au PCF, en 1961, en accord avec la lutte de ce parti pour l'indépendance de l'Algérie. Dans le même temps, investi dans les mouvements d’éducation populaires, il anime des centres aérés et des colonies de vacances.

### Parcours politique

#### Premiers mandats
En 1976, Roger Meï devient conseiller général de Gardanne et l’année suivante maire de Gardanne, mandat auquel il est constamment réélu.
De mars 1976 à mars 1978, il est suppléant du député René Rieubon (10e circonscription des Bouches-du-Rhône).
Son grand regret fut de devoir quitter son poste d’instituteur, en 1978, et « ne plus faire la classe . »

#### Élection à l'assemblée nationale
En 1996, la déchéance de Bernard Tapie de son mandat de député provoque une élection législative partielle dans la dixième circonscription des Bouches-du-Rhône : après l'élimination surprise de Bernard Kouchner au premier tour, Roger Meï est élu au second tour face au candidat FN Damien Bariller. Il est réélu en 1997, mais il est battu au second tour aux élections législatives de 2002 et de 2007 par Richard Mallié.
Très présent à l’Assemblée, il s'engage notamment autour de la défense des mineurs du bassin minier de Provence dont le proche avenir était menacé. Il participe aussi à une mission de réflexion sur les lois bioéthiques et préside une mission Énergie.

#### Maire de Gardanne
Il cumule son mandat de député avec celle de maire de Gardanne. Il occupe cette dernière fonction de façon continue de 1977 à 2020.
Bien qu’athée lui-même, Roger Meï resta proche des milieux chrétiens et sera l’un des organisateurs des journées d’études sur la Bible. Il travaille avec les Compagnons d’Emmaüs et le Secours catholique. 

#### Élections municipales de 2014, puis 2015
Roger Meï a été réélu maire de Gardanne lors des  élections municipales de mars 2014, dépassant de 69 voix Jean-Brice Garella (PS-EELV-Modem-UDI). À la suite du recours administratif déposé par ce dernier, le Tribunal administratif de Marseille a annulé ces élections (Décision du 9 octobre 2014 mettant en cause l'absence de domicile sur la commune de l'un des co-listiers de Roger Mei, Jean Marc La Piana). À l'issue de nouvelles élections municipales les 12 et 19 juillet 2015, Roger Meï est reconduit dans son mandat avec 49,35 % des voix lors du second tour, devant Jean-Brice Garella (42,05 %), ainsi que le candidat FN Clément Le Poittevin (8,61 %),.
Son dernier mandat de maire (2014-2020) est marqué par plusieurs incidents : son adjoint aux écoles, Anthony Pontet, est mis en examen pour « viols et agressions sexuelles sur mineures » en 2019. En janvier 2020, les agents municipaux de la ville, à l'appel de la CGT, s'engagent dans une grève massive, au point d'occuper la mairie (fait rare dans une commune gérée par le PCF).

#### Élections municipales de 2020
Ne souhaitant pas se représenter aux élections municipales en 2020, Roger Meï figure à la 35e place sur la liste menée par son deuxième adjoint Jean-Marc La Piana (Divers Gauche, soutenue par Europe Ecologie les Verts et La République en marche). Ce choix ne fait pas l'unanimité dans sa majorité et Claude Jorda, conseiller départemental du canton de Gardanne et Conseiller municipal de Roger Meï, est désigné tête de liste par le Parti Communiste Français et la France insoumise. Cette concurrence entre les deux listes de gauche se poursuit jusqu'au second tour, et c'est le candidat de droite, Hervé Granier, qui est élu dans le cadre d'une quadrangulaire.
Roger Meï quitte ses fonctions de maire à 85 ans.

## Décoration
- Chevalier de la Légion d'honneur (1er janvier 2019)[13],[14].

## Mandats locaux
- Secrétaire de la section communiste de Gardanne en 1961.
- Conseiller général du canton de Gardanne de 1976 à 1998.
- Lors des élections municipales de 1977, au sommet de l'élan unitaire de l'union de la Gauche, Roger Meï devient maire de Gardanne, mettant ainsi fin à la période d'administration municipale socialiste (Victor Savine, entre 1929 et 1941 puis de 1944 à 1971 ; Philémon Lieutaud de 1971 à 1977).

## Mandats nationaux
- Député de la dixième circonscription des Bouches-du-Rhône de 1996 à 2002. Très présent à l'Assemblée, il présida une mission Énergie et ne manqua pas de défendre l'avenir des mineurs menacé. Il fut également vice-président de la commission de travail sur la bioéthique[15].